# Pere de Xèrica
Pere de Xèrica i de Llúria (? - Garci Muñoz, Andalusia, 1362) fou un noble valencià, el quart de la dinastia al succeir el seu germà Jaume III de Xèrica. Prèviament era senyor de Morés. Els seus pares eren Jaume II de Xèrica i Beatriu de Llúria. El germà petit era Alfons Roger de Llúria.
El 1323 juntament amb el seu germà Jaume III de Xèrica va participar en la Conquesta de Sardenya i vassalls propis amb l'Infant Alfons.
El 1328 era present a la coronació del rei Alfons el Benigne a on va lluir un seguici de 200 homes pels carrers de Saragossa.
El 1331, amb motiu de la seua boda amb Bonaventura d'Arborea va ser nomenat pel Rei Senyor de Luesia (Aragó) i altres llocs.
Va substituir el seu germà com a Governador General del regne de València entre 1333 i 1335 (o 1332-1336 segons les fonts). Precisament el 1334 acompanyava la reina Elionor i llurs fills En Ferran i En Joan a Ateca per refugiar-se a Castella i fugir del fillastre i hereu reial Pere el Cerimoniós, motiu pel qual el Rei Pere li va perdre la confiança i el va traure de Governador General. Per aquest motiu igualment el Rei Pere a les Corts de València de 1336 li va segrestar els seus estats. Pere de Xèrica es trobava en aquesta vila, i cap allà es dirigia el nou Infant d'Aragó En Jaume, germà del Rei, en companyia d'un exèrcit, refugiant-se llavors a Xelva, i amparant-se amb els seus furs per protegir-se d'aquesta acció, la qual cosa no li va servir de gaire, car l'Infant va talar els camps i es va apoderar de Toro, Pina i altres castells. Alfons XI de Castella el va nomenar adelantado mayor per aquest servei. I a més li va enviar diferents cavallers per donar-li socors (Don Diego López de Haro, Juan Martínez de Luna, Lope Díaz de Rojas i Fernán Gómez, Adelantado de Requena). En aquests esdeveniments també hi anava el seu germà Jaume III de Xèrica.
El 1335 va heretar gairebé tot el patrimoni del seu germà gran, que havia mort sense fills, a excepció de la baronia de Cocentaina que era del germà petit Alfons Roger, (però que també va heretar quan aquest va morir el 1355)
Un cop mort Alfons el Benigne el 1336 i en ser succeït com per Pere el Cerimoniós, Pere de Xèrica també es va refugiar a Castella, i amb un exèrcit castellà va ocupar part del regne de València entre Xèrica i Énguera. Paral·lelament el nou rei de la Corona d'Aragó li va obrir un procés i li embargar tots els béns. Utielans juntament amb gents de Moya van cercar Pere de Xèrica i la reina Elionor a Albarrasí on es trobava refugiada al costat dels seus fills. Pere IV intentava apoderar-se d'ells. Tropes castellanes compostes en gran part per gents de Requena, Utiel i Moya van desbaratar els seus plans i a més van prendre molt prop d'Utiel els seus principals capitans: el vesconte de Cabrera i Gilabert de Cruïlles els quals amb altres cavallers aragonesos van ser portats presos a Utiel fins que es va signar la pau. Les tropes del rei d'Aragó no es van atrevir a atacar Utiel per por de represàlies castellanes, donant llibertat als captius en 1337 i com a contrapartida es van restituir part dels béns de la reina, dels infants i de Pere de Xèrica en finalitzar les negociacions. Finalment, el 1337 va ser perdonat gràcies a la intervenció del Papa de Roma, a la cort del qual havia viscut el seu difunt germà. Des d'aleshores li mantingué sempre la fidelitat, tot i que el 1340 encara feia un últim servei a Alfons participant en la batalla del riu Salado.
Més endavant, entre 1340 i 1344, fou nomenat portantveus a València de Xixona enllà de l'infant Jaume I d'Urgell, el germà del rei. En les guerres per reunir el regne de Mallorca a la Corona va lluitar tant a les illes com al Rosselló, a on ell mateix va negociar a Perpinyà la rendició de Jaume III el 1344. La victòria li valgué ser nomenat governador general de València el 1346 fins al 1349. En aquests període el sorprengué la revolta nobiliària de la Unió de València el 1347, que el va expulsar de la capital, però finalment el rei el va comissionar com a procurador reial per arribar a la pau amb els rebels.
El 1354 va participar de la campanya militar contra el seu propi cunyat, Marià IV d'Arborea, que s'havia revoltat a Sardenya. Pere de Xèrica fou l'intermediari que va rebre la rendició de l'Alguer; i també fou present a la negociació de la Pau de Sanluri el 1355.
Durant la Guerra dels dos Peres entre Castella i la Corona d'Aragó Pere de Xèrica va defensar la frontera de València com a capità. El 1357 era present a les negociacions de pau que no van fructificar. En els anys següents va aportar les seves pròpies tropes al servei del rei Pere i va actuar com a conseller seu. A la seva host l'acompanyava el seu fill natural Joan Alfons. El 1360 era nomenat capità general amb la missió d'organitzar la defensa de València. El 1361 s'arribà a una pau momentània entre els dos reis, durant la qual Pere de Xèrica va oferir-se al rei castellà per una campanya contra els sarraïns; però va morir durant el camí d'anada el 1362.
Sense fills legítims ni germans per heretar-lo, el seu fill natural va reclamar la successió: Joan Alfons.

## Matrimoni i descendents
Es va casar amb Bonaventura d'Arborea a València el dia de Nadal de 1331, sent els padrins el propi monarca Alfons i la seua esposa Elionor, car tenien cap a la núvia una gran estima per l'ajut fet per part de son pare Hug, Jutge d'Arborea i vescomte de Bas, durant les lluites a Sardenya, i germana del poderós Marià IV d'Arborea, amb la qual va tenir un fill, hereu que va morir abans que ell, i tres filles.
- Jaume IV de Xèrica i d'Arborea (?-1359), mort abans que ell.[2]
- Elfa
- Beatriu de Xèrica i d'Arborea (?-1373)
- Bonaventura (?-1382)

Fruit d'una relació extramatrimonial amb una dona anomenada María Pérez va tenir dos fills:
- Joana (?-1382)
- Joan Alfons